# Interneringsläger i Sverige under andra världskriget

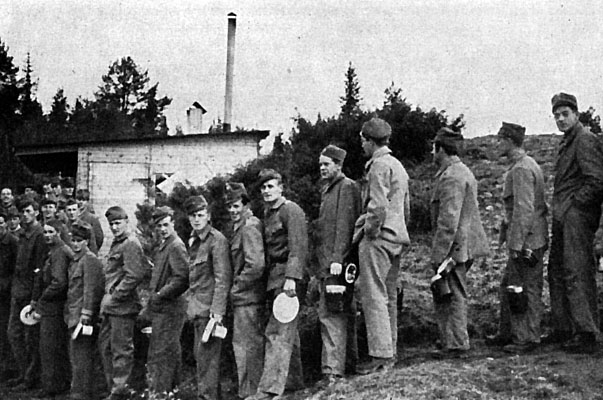
Matkö vid arbetskompaniet i Sveg, omkring 1940

Interneringsläger i Sverige under andra världskriget avser de interneringsläger, ibland kallade koncentrationsläger[källa behövs], som var en typ av arbetsläger för inhemska politiska fångar och utlänningar. Dessa var i Sverige under andra världskriget ett sätt för svenska myndigheter att initialt frihetsberöva kommunister som sågs som statsfientliga element. Men tids nog kom gruppen intagna att växa till att inkludera radikala socialdemokrater, syndikalister, fackföreningsfolk, anti-nazister och tyska desertörer, så kallade Englandsvänner. Människor placerades även i lägren på grund av sin etniska bakgrund[förklaring behövs]. Intagning till lägren skedde utan vare sig rättegång eller dom, och bröt således mot den i alla moderna rättsstater centrala principen habeas corpus.
Som mest var 1 500 personer internerade i lägren, och de intagna kunde vara så unga som femton år.:14-15 Från början var det svenska medborgare som internerades, men allt eftersom kriget fortgick internerades även utländska soldater.

Statssekreteraren i inrikesdepartementet Tage Erlander var den högste politiska tjänstemannen med ansvar för dessa läger. De tydliga instruktioner som utgick från Socialstyrelsen
 antydde en tydlig målsättning även på den allra högsta politiska nivån.:9
Forskning kring lägren har försvårats av den begränsade tillgången till arkiverat material.:1 Begränsningarna har delvis berott på att den ursprungliga dokumentationen i vissa fall var brisfällig, delvis på grund av att arkiven har gallrats, delvis på grund av att handlingar omfattades av sekretess fram till 1994. Gallringsbeslutet fastställdes i mars 1960 dåvarande inrikesministern Rune B. Johansson efter en utredning vid Riksarkivet.:11 När arkiven avhemligades, ändrades forskningen väsentligt i ton, tolkningar, och slutsatser till ett betydligt mer kritiskt förhållningssätt.

## Benämning
De svenska lägren kallades vid tiden för lägrens förekomst för koncentrationsläger. På senare tid har detta blivit kontroversiellt som till exempel 2008 när Tobias Berglund och Niclas Sennerteg utgav boktiteln Svenska koncentrationsläger i Tredje rikets skugga (Natur & Kultur). I en intervju i Sveriges Radio 2008 redogjorde Tobias Berglund kort för koncentrationslägers historia och hur de skiljer sig från förintelseläger.
De läger som fanns i Sverige under andra världskriget benämns dock av vissa som "interneringsläger" trots att den historiskt korrekta termen i det faktiska källmaterialet är koncentrationsläger, vilket stämmer, trots att det ibland inte går i samklang med nutida associationer. Vissa hävdar därför att det är oklart var gränsen går mellan interneringsläger och koncentrationsläger.

## Fyra typer av läger
Det drevs fyra olika system av läger i Sverige, vilka hade olika syften, huvudmän och regimer:
- Utlännings- och flyktingläger för civila (detta var det största både till antal läger och antal interner)
- Militära interneringsläger
- Utländska legationers[vilka?] läger
- Arbetsförband för värnpliktiga med extrema vänstersympatier

## Orsak
Enligt historikern Karl Molin försökte militärledningen, eller delar av den, påverka Samlingsregeringens utrikespolitik i riktning mot ett starkare engagemang i Finlands strider, vilket kommunisterna motsatte sig.:94-95 Syftet med ett sådant engagemang var att stärka Sveriges 
ställning i den ordning som skulle råda i händelse av en tysk slutseger i kriget.:94-95 Karl Molin har undrat vad som hade hänt med de intagna om Sverige hade ockuperats av Nazityskland.:95 I Norge och Danmark fanns liknande läger och de som satt fängslade i dessa blev mördade i Auschwitz och andra läger under den tyska ockupationen.

## Övervakning
Interneringen var relativt enkel att genomföra då Krigsmakten och civil säkerhetstjänst hade omfattande register över dessa personer via en myndighet som Krigsmakten upprättat 1928 utan riksdagens kännedom kallad Underrättelsebyrån (UB). UB arbetade initialt mot antimilitarism, men i en handling från 1934 framkommer att deras intresse vid den tidpunkten koncentrerats mot kommunister.:49 I samma handling framkom att 100 000 personer fanns förekommande i deras register.:50 År 1941 omfattade registret ungefär 40 000 personer, vilket var mer än antalet medlemmar i Sveriges Kommunistiska Parti vid tidpunkten. En tredjedel av de tyska kommunister som vistades i Sverige under dessa år lär ha placerats i läger.

## Arbetsläger
Under andra världskriget inkallades mellan 600 och 700 värnpliktiga män till tjänstgöring i arbetstrupperna och inkvarterades i särskilda läger. I den sentida politiska debatten[förklaring behövs] har dessa läger betraktats som interneringsläger och tjänstgöringen enligt värnpliktslagen som internering. De flesta som inkallades till dessa läger var kommunister och arbetslägren upprättades också exklusivt för kommunister men där fanns också radikala socialdemokrater, syndikalister, fackföreningsfolk, anti-nazister, tyska desertörer, så kallade Englandsvänner och andra som klassades som "opålitliga element". Även indisciplinärer, värnpliktiga som gjort sig skyldiga till disciplinbrott, placerades i lägren. Formellt benämndes lägren i de flesta fall internt[förklaring behövs] som ”arbetskompanier”.
Avsikten var att vad man inom militären uppfattade som samhällsfarliga och eventuellt landsförrädiska element skulle avtjäna sin lagstadgade beredskapstjänstgöring som alla andra medborgare, men utan vapen i hand och utan att hota den militära disciplinen. Arbetskompanierna låg isolerade och de värnpliktiga fick inte bära vapen. Systemet var sanktionerat av den svenska samlingsregeringen (det enda regeringspartiet som motsatte sig beslutet var Folkpartiet), men det hela drevs som ett administrativt militärt projekt. Interneringen baserades på uppgifter från säkerhetstjänsten, civil övervakning, åsiktsregistrering, brevövervakning och angiveri.
I Vindeln och Stensele arbetade de internerade med att bygga en hemlig flygbas. I Storsien och i Vägershult bedrevs vägbyggen.
Några av internerna betecknade arbetskompanierna som "koncentrationsläger" i mildare form.:93 Särskilt lägret i Storsien och det på logementfartyget Bercut har framställts som en synnerligen obehaglig upplevelse för de inkallade medan andra var mer idylliska.:93
I maj 1941 planerades totalt tio arbetsläger för 3000–3500 värnpliktiga, men mot slutet av 1941 lades planerna på is efter ingripande av den socialdemokratiske försvarsministern Per Edvin Sköld.:94 Sköld hade genom egna kontakter inom parti och fackföreningsrörelse fått insikt om omfattning och inriktning av inkallelserna till arbetstrupperna och utformade nya riktlinjer som medförde att dessa inkallelser i praktiken upphörde.[källa behövs]
Under 1943 stängdes det sista lägret. Efter kriget fick många som tjänstgjort i arbetskompanierna svårt att få arbete, eftersom de fått en stämpel som "subversiva element".
När fler uppgifter om lägren så småningom kom fram efter kriget, ledde det till stark kritik.:93

### Arbetskompaniernas lokalisering
- Axmar, Gästrikland (1945) [17]

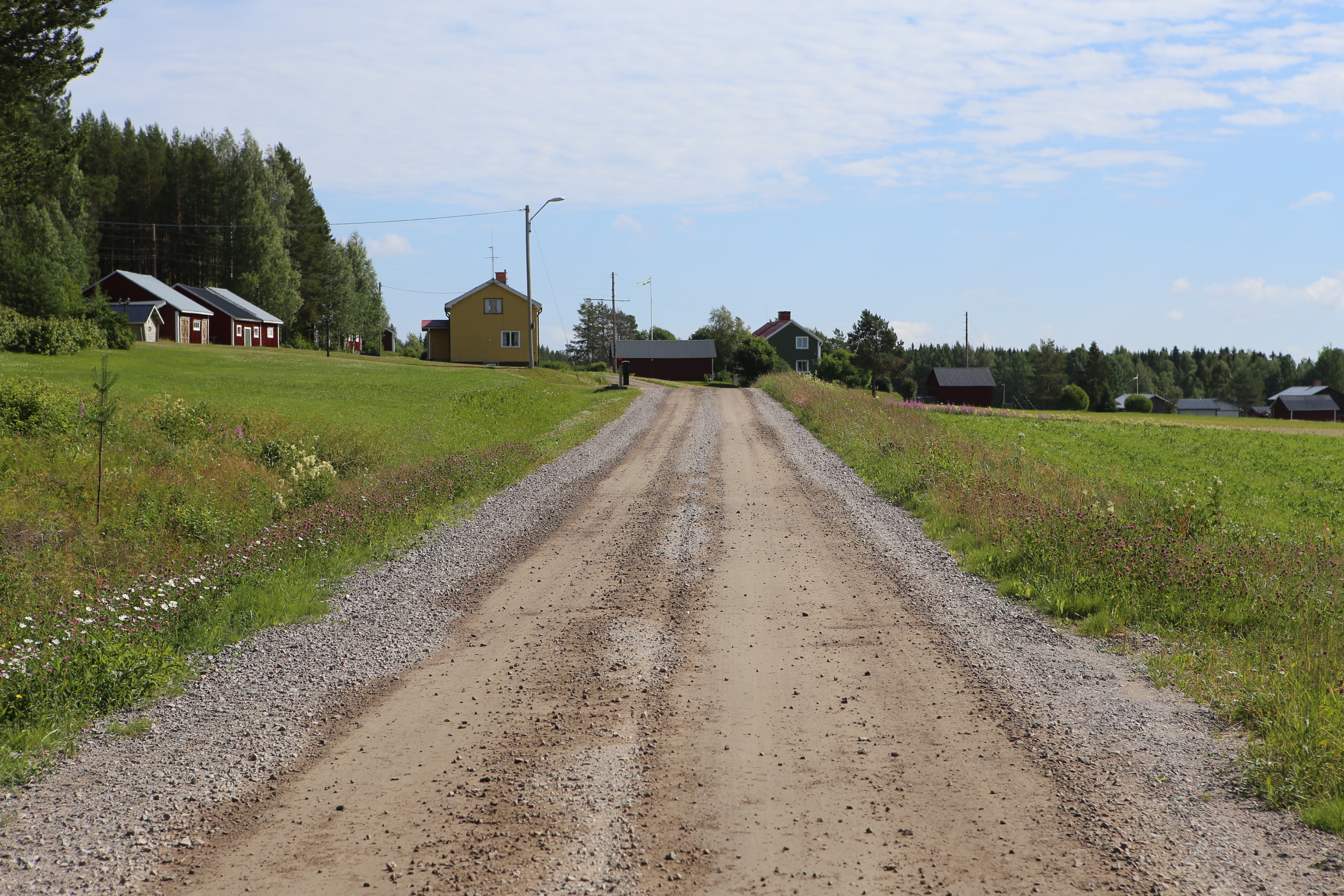
Byn Storsien i Kalix kommun, där lägret Storsien för 300-370 intagna låg. Bilden är tagen juli 2014.

- Bercut, ett logementsfartyg för flottan utanför Dalarö, Södermanland där mellan 30 och 40 värnpliktiga tjänstgjorde.[3]
  - Hjälpfartyget Vesterbotten kompletterade fartyget Bercut.[1]
- Ede, Jämtland (1943–1948)[källa behövs]
- Florsberg, Hälsingland (1943–1948)[källa behövs]
- Grytans skjutfält, utanför Östersund, Jämtland (1942)[18][1]:27
- Hälsingmo, Hälsingland (1943–1948)[källa behövs]
- Ingels, Dalarna (1942–1946) (lägrets existens förnekades fram till 1945.[19])
- Kjesäter (mottagningscentral)[8]
- Kusfors, Västerbotten (1944–1945)[källa behövs]
- Linghed, en ungdomsförläggning där vissa intagna var så unga som femton år. De intagnas unga ålder var känsligt och kan ha bidragit till den bristande dokumentationen kring denna anläggning.[8]:14-15
- Långmora[8], utanför Långshyttan, Dalarna (mars 1940-1945)[källa behövs]
- Lövnäsvallen, väster om Sveg, Härjedalen (1941-1942)[1]:27
- Naartijärvi väster om Haparanda,[1] Norrbotten (1941 - ?). Lägret hyste ett 30-tal kommunister.[1]
- Norra Bredåker, Norrbotten (1939–1940). Tillsammans med lägret i Storsien slogs dessa två ihop till ett läger i januari 1940.[källa behövs]
- Rengsjö, Hälsingland (1942–1945)[källa behövs]
- Smedsbo[8], Dalarna (mars 1940-1945)[källa behövs]
- Stensele, Lappland (augusti–oktober 1943)[källa behövs]
- Storsien, utanför Kalix, Norrbotten, med 300–370 intagna som tjänstgjorde där vintern 1939–1940.[1]
- Sunnerstaholm, söder om Bollnäs, Hälsingland (1945–1946)[källa behövs]
- Säter, Dalarna (1943–1946)[källa behövs]
- Sörbyn, Norrbotten (1944–1945)[källa behövs]
- Tjörnarp utanför Höör, Skåne (1945–1946) [15] Taggtråden kring detta kvinnoläger köptes av en lokal jordbrukare i samband med att lägret avvecklades i slutet av juni 1946.[8]:16
- Vindeln, Västerbotten (augusti–oktober 1943)[källa behövs]
- Vägershult, Småland (1942–1945)[20]:12-14[3] (Arbetet bestod här i reparationer, vedhuggning eller köksarbete i själva lägret, dels arbete utanför lägret, till exempel vägarbete i Statens arbetsmarknadskommissions regi.[21])
- Öreryd[8]
- Öxnered, sydväst om Vänersborg, Västergötland (1941–1942)[1]:27

## Interneringsläger för utländska soldater
Interneringsläger för utländska soldater upprättades enligt Haagkonventionens krav på neutrala stater. Utländska soldater internerades bland annat i Långmora, Backamo och Smedsbo. Sovjetiska soldater som rymt från tyska interneringsläger i Norge internerades bland annat på Krampenlägret i Skinnskattebergs kommun. Polska ubåtsmatroser internerades i Mariefred. Tyska krigsfångar internerades i Lagerlingen på Gotland och tyska flyktingar och deserterade soldater på Rinkaby flygbas.  
Efter andra världskriget användes tre av lägren för flyktingar från Baltikum (inklusive 150 soldater) i Ränneslätt, Rinkaby och Gälltofta. Fram till hösten 1941 skickades de tyska desertörerna tillbaka enligt en hemlig instruktion utfärdad av Tage Erlander och Gustav Möller.[källa behövs] Förmodligen blev de avrättade.
När kriget närmade sig sitt slut släpptes kommunister, anti-nazister med flera från lägren och i stället fördes utlänningar med nazistsympatier till lägren, främst norrmän och danskar.

## Bildgalleri

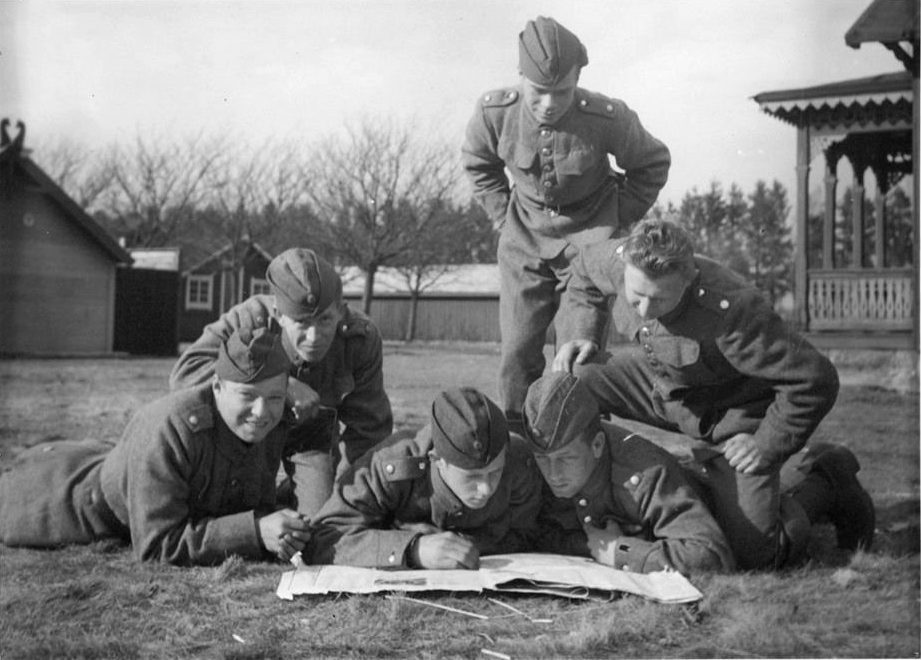
1.
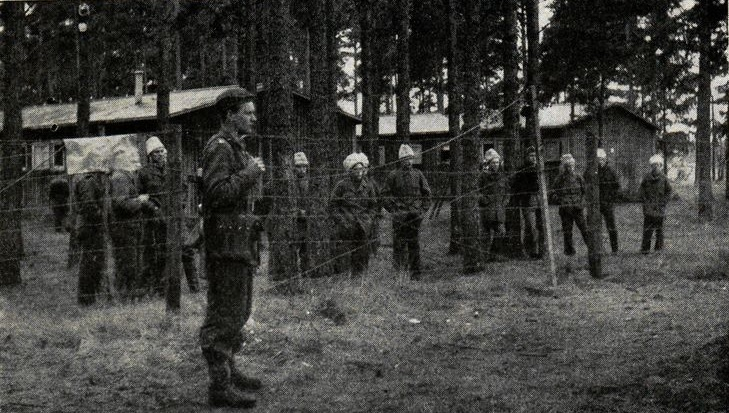
2.
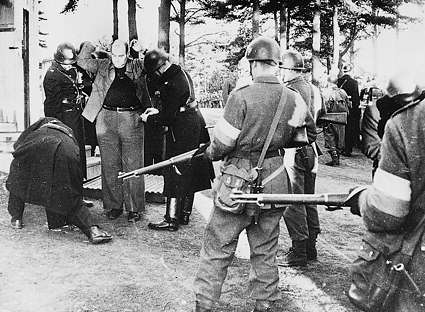
3.

1. När Nazityskland ockuperade av Danmark i samband med Operation Weserübung flydde ett danskt kompani till Sverige. Soldaterna internerades i Ljungbyhed.
2. Balternas interneringsläger 1945
3. Baltiska och tyska soldater på flykt utlämnas till Sovjetunionen i januari 1946 i Baltutlämningen.

## Forskning och rapportering

### Tidig rapportering
När lägren tillkom var pressbevakningen väldigt restriktiv; några tidningar tilläts av Socialstyrelsen (som drev lägren) att göra reportage mot villkoret att tjänstemän på myndigheten fick kontrollera artikeln före publicering. I övrigt var det ingen rapportering och det rådde fotoförbud i lägren och allmänheten fick inte närma sig lägren. Arkiven belades med sekretess i 50 år, vilket försvårade forskning. Personer som suttit i lägren ville antingen inte tala om det eller emigrerade när de hade släppts. Politiker och tjänstemän var inte angelägna att prata om lägren.

### Hemligstämpling
Arkiven kring lägren hemligstämplades. Den långa hemligstämpligen, fram till 1994, ifrågasattes 2008 av Tobias Berglund och Niclas Sennerteg.

### Gallring av arkiverade handlingar
Dokument kring arbetslägren i Sverige har delvis gallrats hårt,:1 vilket har medfört att forskning inom ämnet har varit svår att genomföra.:93
Den 11 mars 1960 fastställdes ett gallringsbeslut av Rune B. Johansson, som var inrikesminister i Regeringen Erlander III, i enlighet med en framställning från Statens utlänningskommission som baserades på en promemoria från Riksarkivet. Utredningen till förslaget utfördes av amanuensen C.G. Lövenhielm vid Riksarkivet. I förslaget stod inget om att informationen kunde vara känslig, men istället att den till största delen var ointressant.:11
Lövenhielm hade i sin promemoria även pekat ut handlingstyper som kunde gallras i enlighet med den allmänna gallringskungörelsen från 1953, och redan i december 1959 fattade SUK beslut att den gallringen skulle genomföras, även i arkiv för sex utvalda läger som skulle "bevaras i sin helhet".:13 Den gallringen bedöms dock inte vara någon större förlust för forskningen.:16 Detsamma gäller inte för de handlingar som beskrevs vara av "efemär och rutinmässig karaktär".:16
Reine Rydén och Tobias Berglund skrev om gallringen att de avvikelser från gallringsbeslutet som framkommit främst rörde lägren i Linghed och Ede samt tveksamheter kring Ingels och Gunnarpshemmet, i vilka fall en trolig övergallring har skett på ett tidigt stadium redan under drift eller avveckling av lägren.:17 Det går inte att säga med säkerhet vad de bortgallrade handlingarna hade kunnat tillföra forskningen, men exempel har lyfts som visar att dokument av den typen som gallrades kan innehålla viktig och potentiellt politiskt känslig information.:16

### Forskning
Karl Molin var 1991 den i Sverige som forskat mest om arbetskompanierna.:94 Även Gunnar Kieri med Ivar Sundström och Tobias Berglund med Niclas Sennerteg har skrivit böcker i ämnet. Reine Rydén har publicerat forskning med Tobias Berglund.
Reine Rydén och Tobias Berglund skrev 2018 att man kunde dela in forskning om lägren i ett "Före" och ett "Efter" det att arkiven avhemligades 1994. Ett genomgående drag för forskningen före avhemligandet var att interneringsförfarandet framställdes som relativt oproblematiskt och som ett nödvändigt ont. Regimen i lägren framställdes som förhållandevis mild jämfört med fång- och koncentrationsläger i Tyskland och Sovjetunionen. Viss forskning har till och med beskrivit interneringslägren som en "trygg hamn". Forskning efter 1994 skiljer sig väsentligt i ton, tolkningar, och slutsatser då man har ett betydligt mer kritiskt förhållningssätt. Enligt forskarna Jörg Lindner och Jesper Johansson kan det svenska civila interneringssystemet bäst förstås utifrån Michel Foucaults teori om disciplineringssträvanden och maktutövning.

### Senare rapportering
Omkring vintern 1999/2000 fick SVT-journalisten Nils Lundgren i uppdrag av SVT Umeå att göra en dokumentär om lägren. Lundgren intervjuade några av de svenskar som hade internerats och som fortfarande var i livet. När Lundgren tre år senare visade SVT en nästan färdig film, Upprättelse – en film om interneringslägren, och skulle boka sändningstid var SVT inte längre intresserade, SVT menade nämligen att filmen inte visade något nytt och drog in sitt ekonomiska stöd till projektet. Efter att finansiering för avslutandet av filmen lösts av stiftelsen Film i Västerbotten visades den i SVT2 i juli 2005.